# لابرژمان-ل-سر
لابرژمان-ل-سر (به فرانسوی: Labergement-lès-Seurre) یک کمون در فرانسه با جمعیت ۹۴۲ نفر است که در Canton of Seurre واقع شده‌است.